# У ноћној башти
У ноћној башти је Би-Би-Си-јева дечја телевизијска серија за децу узраста од 1 до 6 година, у продукцији Регдол Продакшнс. Направљена је од стране Ендруа Давенпорта и Ан Вуд, људи који стоје иза Телетабиса. Већина серије је играна, састоји се од глумаца у костимима, лутака и рачунарске анимације. Творци су изјавили да је циљ серије да опусти и забави циљну групу до 4 године.
Од 2008. се у Србији, Црној Гори, Босни и Херцеговини и Македонији на српском језику приказивала на Ултра ТВ, а неколико година касније и на РТС 1 и ТВ Мини. Синхронизацију је радио студио Лаудворкс. Синхронизован је само глас наратора и успаванка на почетку сваке епизоде, јер ликови не причају, већ само издају разне звуке. Нема DVD издања.

## Радња
Радња се врти око великог броја шарених ликова са необичним именима, који живе у чаробној шуми препуној разноликог цвећа и животиња. Ликови углавном говоре кратке фразе које понављају, и сваки од њих има сопствену песму и плес. Башта је сунчана и шарена, а музика весела и налик на музику из музичке кутије. Продуценткиња Ан Вуд је рекла:
| „ | Желели смо да истражимо разлику између будног стања и стања спавања из дечје перспективе: разлику између затварања очију и претварања да спаваш и затварања очију и спавања. | ” |

Свака епизода почиње са различитим дететом у кревету, док наратор најављује епизоду. Кадар се пребацује на Игла Пигла у свом чамцу, како путује у Ноћну башту. Онда се камера усмерава ка небу и зумира кадар, уз цветање цвећа. После појављивања наслова серије у кадар упада или Нинки Нонк или Пинки Понк. Епизоде се завршавају тако што једном од ликова чаробни летњиковац у центру Ноћне баште прича причу за лаку ноћ. Та прича је кратко препричана епизода. Понекад сви ликови плешу испод летњиковца.
Игл Пигл не иде на спавање и његова поздравна секвенца ("Игл Пигл није у кревету!" ... "Сквик!" ... "Не брини, Игл Пигл! Време је да кренемо") представља крај епизоде. Ноћна башта потамни и кадар се пребаци на ноћно небо и види се Игл Пигл како спава у свом чамцу, тада почиње завршна шпица.
У ноћној башти служи да помогне деци да се опусте и достигну опуштајуће везе са родитељима. Вудова је изјавила: "Постали смо свесни анксиозности, која прати негу о малој деци, која се манифестовала у свим правцима; али једна велика тема се увек појављује, а то је време за спавање. То је уобичајено време за тензију између деце, која желе да остану будна и родитеља, који желе да они оду на спавање... тако да је ово програм о смиривању ситуације, иако је већина дечјих телевизијских програма о узбуркивању и буђењу."

## Ликови
Игл Пигл је плава лутка налик на плишаног медведа, са спљоштеном главом. Увек са собом носи црвено ћебе. Он је главни лик ове серије. Појављује се на почетку и одлази на крају, спавајући у чамцу, за који његово ћебе служи као једро. Игл Пигл има звонце у свом левом стопалу, пишталицу у стомаку (испушта Сквик! звук), и звечку у левој руци. Његови најбољи другари у башти су Апси Дејзи и Мака Пака. Он је једини лик који не спава у Ноћној башти (са једним изузетком, када је заспао на Апси Дејзином посебном кревету), јер понекад мора да пронађе свој чамац; спава на свом чамцу уместо у кревету. Први пут се појављује у првој епизоди.
Апси Дејзи је тамнопута лутка налик на цвет, са јарко обојеном одећом. Воли да прескаче вијачу и да шаље пољупце другим ликовима или публици. Често грли и љуби друге ликове, најчешће Игл Пигла. Њене узречице су "Апси Дејзи!" и озбиљнија "Дејзи Ду!", такође каже и "Пип пип онк онк!", шта значи довиђења. Апси Дејзи има наранџасти мегафон и воли да га користи, шта углавном нервира друге ликове. Први пут се појављује у првој епизоди.
Мака Пака је мала беж лутка. Има три округле израслине на глави, ушима и задњици, које представљају камење, које воли да гомила и сакупља. Живи у пећини и воли да чисти ствари, на пример своју колекцију камења, а понекад и друге ликове. Путује по башти са својим возилом (Ог-Пог), на којем има сунђер, сапун, наранџасту трубу и крпу (Уф-уф) којом суши опране ствари. Узречица му је "Мака Пака му" када је срећан, а користи и имена својих ствари. Као Апси Дејзи и Томблибуји има фразу која значи довиђења: "Пип пип онк онк". Први пут се појављује у првој епизоди.
Томблибуји – Ан, У, и И су обучени у костиме са тракама и туфнама: црвеним и зеленим (Ан), браон и розе (У), и розе и жутим (И). Њихова имена означавају фонетске звуке како би мала деца бројала до три на енглеском и увек се појављују у редоследу својих имена. Живе у жбуњу и воле да свирају бубњеве и клавир. Панталоне (које им понекад неочекивано спадају) су понекад виђене како се суше испред куће, па их они обуку пре поласка у пустоловину. Понекад су виђени како перу зубе пред спавање. Њихова песма је о остајању заједно. Томблибу по имену И је женско, па је нижа и мања од осталих. Први пут се појављују у првој епизоди.
Понтипајни (црвени) и Вотингери (плави) су две породице од по десет сићушних створења (мајка, отац и по четворо браће и сестара). Живе у малим кућама налик на куће за лутке, испод дрвета. Понтипајни се појављују у већини епизода, док се њихови заклети непријатељи, Вотингери, појављују ретко. Сви понтипајни се облаче јако слично, такође и Вотингери. Свака породица спава у једној соби, кревети су им поређани једни до другог. Понтипајни и Вотингери немају стопала. Улазе у Пинки Понк на посебан улаз и возе се у посебном вагону. Стално причају, заправо испуштају звуке "ми-ми-ми" велике висине. Бркови господина Понтипајна му понекад отпадају и падају на лице госпође Понтипајн. Одрасли Понтипајни и Вотингери носе велике шешире. Госпођа Понтипајн увек носи двоглед око врата, који користи да тражи децу када се изгубе. Вотингери личе на Понтипајне по дизајну, али нису идентични; нису никад виђени како иду у кревет. Понтипајни се први пут појављују у првој епизоди, а Вотингери у двадесет првој.
Хахуи су пет јако великих створења на надувавање налик на јастуке. Различитих су облика и боја, са великим очима и отвореним устима која се осмехују. Крећу се полако и испуштају дубоке звуке скакутања. Хахуи се појављују иза летњиковца, у сценама када сви плешу, такође су виђени како иду на спавање: затварају очи и благо се издувају. Има их у облицима цвета, слова х, звезде, круга и броја 8. Први пут се појављују у другој епизоди.
Титифери су рачунарски генерисане тропске птице, са сопственим посебним песмама. Има пет малих плавих титифера (зебе), три већа розе титифера, два велика зелена (турако) и један шарени тукан. Обично су виђени између сцена, а када певају заједно, пред крај, време је за спавање. Први пут су виђени у првој епизоди.

## Награде
- Дечје награде БАФТА 2007.[4]
  - Освојена награда Најбоља дечја играна серија.
  - Номинација за награду Најбољи интерактивни сајт.
- Дечје награде БАФТА 2008.[5]
  - Освојена награда Најбоља дечја играна серија.
- Дечје награде БАФТА 2009.[6]
  - Номинација за награду Најбоља дечја играна серија.